# Ju Kwang-min
Ju Kwang-min est un footballeur international nord-coréen, évoluant au poste de gardien de but. Il porte les couleurs du club de Kigwancha SC.

## Biographie
Né en 1990, Ju Kwang-min évolue depuis 2006 dans le club nord-coréen de Kigwancha SC.
Appelé très tôt en équipe nationale de jeunes, il fait partie de la sélection nord-coréenne lors de la Coupe du monde des moins de 17 ans 2005 au Pérou et de la Coupe du monde des moins de 20 ans 2007 au Canada. Il prend part d'ailleurs à tous les matchs disputés par les jeunes Chollimas. 
Il compte quatorze sélections en équipe nationale senior. Sa première titularisation date de 2007, lors des deux matchs de qualification pour la Coupe du monde 2010, en tour préliminaire face à la Mongolie. Il est par la suite régulièrement appelé en sélection et fait partie du groupe qui termine troisième de l'AFC Challenge Cup 2008. Il remporte l'AFC Challenge Cup 2010 avec la Corée du Nord, jouant un rôle décisif en finale face au Turkménistan en effectuant deux arrêts lors de la séance de tirs au but. Malgré cet apport majeur dans le succès nord-coréen, Ju n'est pas appelé par Kim Jong-hun dans le groupe des 23 pour la phase finale de la Coupe du monde 2010, ni par Jo Tong-sop pour participer en janvier 2011 à la phase finale de la Coupe d'Asie des nations au Qatar. Sans lui, la sélection quitte la compétition dès le premier tour, sans aucune victoire, ni même de but marqué. Ju est de nouveau appelé en sélection à l'occasion de la Coupe d'Asie de l'Est 2013, où il est la doublure de Ri Myong-guk, qui dispute les quatre matchs de la Corée du Nord.

## Palmarès
- AFC Challenge Cup :
  - Vainqueur en 2010 et 2012
  - Troisième en 2008